# 1833
Het jaar 1833 is het 33e jaar in de 19e eeuw volgens de christelijke jaartelling.

## Gebeurtenissen
januari
- 26 - In Paramaribo worden de gevluchte slaven Kodjo, Present en Mentor terechtgesteld voor hun aandeel in de stadsbrand van het vorig jaar.

maart
- maart - Het Osmaanse leger draagt de citadel van Athene over aan de Grieken. De Griekse vlag wordt gehesen boven de Akropolis.

april
- 23 - In Parijs wordt door een groepje jonge leken de Sint-Vincentiusvereniging opgericht met als doel de hulpverlening aan behoeftigen.

augustus
- 17 - De Royal William, het eerste volwaardige stoomschip dat de Atlantische Oceaan over zal steken, vertrekt uit Nova Scotia.
- 28 - De Britse koning bekrachtigt een wet waarbij in het Verenigd Koninkrijk de slavernij wordt afgeschaft per 1 augustus 1834.
- 31 - De Engelse driemaster Amphitrite, op weg naar Australië met aan boord 108 vrouwelijke gevangenen en twaalf van hun kinderen, vergaat voor de Franse kust ter hoogte van Boulogne-sur-Mer.

december
- 13 - Paus Gregorius XVI geeft de Belgische bisschoppen mandaat voor de oprichting van de Katholieke Universiteit van Mechelen.
- 20 - Dominee Hendrik de Cock in Ulrum wordt door de Nederlands-Hervormde Kerk geschorst.

zonder datum
- In Nederland wordt de eerste jeugdinrichting opgericht.
- Anselme Payen ontdekt het enzym Amylase
- In Münster viert men weer carnaval.
- In België start men met de klassieke meteorologische waarnemingen (vanaf 31 juli 1913 het KMI).

## Muziek
- Friedrich von Flotow schrijft de opera Die Bergknappen

## Bouwkunst

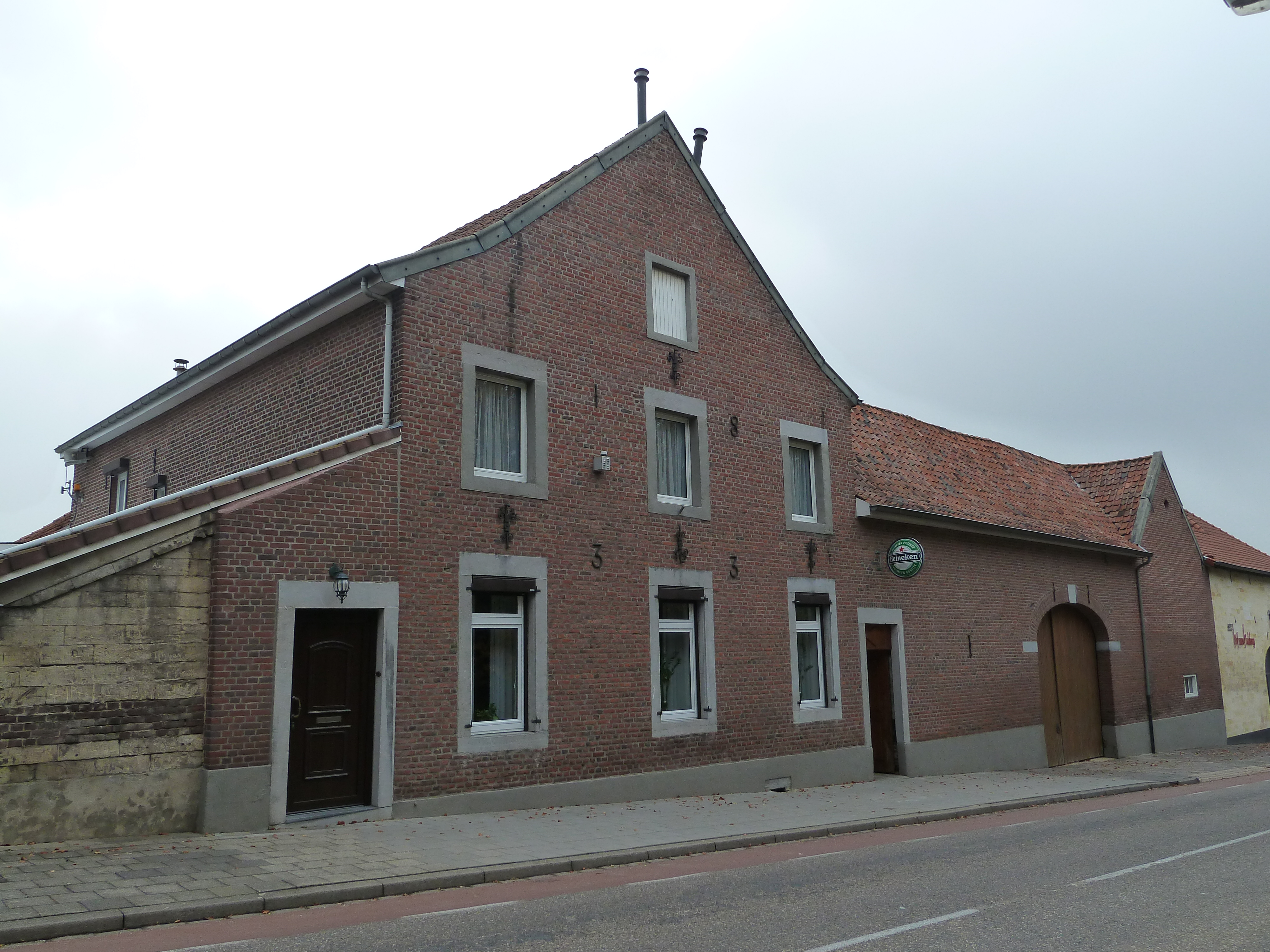
Boerderij, Hulsberg (1833)

## Geboren
januari
- 28 - Charles George Gordon, Brits officier en legeringenieur (overleden 1885)
- 28 - Hendrik Jan Heuvelink jr., Nederlands architect (overleden 1901)

februari
- 26 - Georges Pouchet, Frans natuurhistoricus en anatoom (overleden 1894)

april
- 9 - Reinoudina de Goeje (Agatha), Nederlands kinderboekenschrijfster (overleden 1893)
- 12 - Hippolyte Fontaine, Frans industrieel (overleden 1910)
- 17 - Jean-Baptiste Accolay, Belgisch violist, componist en pedagoog (overleden 1900)

mei
- 5 - Richard Watson Dixon, Engels dichter (overleden 1900)
- 7 - Johannes Brahms, Duits componist en pianist (overleden 1897)

augustus
- 20 - Benjamin Harrison, 23ste president van de Verenigde Staten (overleden 1901)

september
- 8 - Giuseppe Prisco, Italiaans aartsbisschop en kardinaal (overleden 1923)
- 9 - Rosier Faassen, Nederlands toneelschrijver en acteur (overleden 1907)

oktober
- 4 - Constant Hansen, Vlaams schrijver (overleden 1910)
- 5 - Elisa van der Ven, Nederlands letterkundige, onderwijzer en conservator (overleden 1909)
- 9 - Eugen Langen, Duits ondernemer, ingenieur en uitvinder (overleden 1895)
- 15 - Frederick Guthrie, Engels natuur- en scheikundige (overleden 1886)
- 15 - Klaas Kater, Nederlands vakbondsleider (overleden 1916)
- 21 - Alfred Nobel, Zweeds chemicus en naamgever van de Nobelprijs (overleden 1896)

november
- 12 - Aleksander Borodin, Russisch componist en chemicus (overleden 1887)

datum onbekend
- Charles Cooke Hunt, Engels ontdekkingsreiziger en landmeter in West-Australië (overleden 1868)

## Overleden
januari
- 2 - Serafim van Sarov (73), Russisch monnik en heilige.
- 23 - Edward Pellew (76), Engels admiraal

maart
- 15 - Kurt Sprengel (66), Pruisisch botanicus

april
- 3 - Jacobus Spoors (81), Nederlands advocaat en politicus
- 22 - Richard Trevithick (62), Engels uitvinder van de stoomlocomotief

juli
- 5 - Joseph Nicéphore Niépce (68), Frans uitvinder van de fotografie
- 6 - Pierre-Narcisse Guérin (59), Frans kunstschilder
- 11 - Yagan (circa 38), Aborigines opstandeling
- 29 - William Wilberforce (73), Engels parlementariër en anti-slavernij-activist

augustus
- 24 - Adrian Hardy Haworth (66), Brits bioloog

september
- 19 - Mary Jemison, (89/90), Amerikaanse frontiervrouw
- 29 - Ferdinand VII (48), Spaans koning (1808 en 1814-1833)

december
- 17 - Kaspar Hauser (hoogstwaarschijnlijk 21), een Duits vondeling die uitgroeide tot een van de grote raadsels van de negentiende eeuw

## Weerextremen in België
- 9 maart: laagste etmaalgemiddelde temperatuur ooit op deze dag: -2.8 °C.
- Mei: tijdens dit eerste jaar van de geregistreerde waarnemingen valt er maar 1,4 mm regen in de maand mei. Dit is de droogste maand mei tot op heden.
- 10 augustus: laagste minimum-temperatuur ooit op deze dag: 7,7 °C.
- 14 augustus: laagste minimum- temperatuur ooit op deze dag: 6,9 °C.
- 16 augustus: laagste minimum- temperatuur ooit op deze dag: 6,9 °C.
- 27 augustus: laagste minimum- temperatuur ooit op deze dag: 5,3 °C. Dit is de laagste minimumtemperatuur ooit in de maand augustus.
- augustus: augustus met laagste gemiddelde dampdruk: 12,3 hPa (normaal 15,1 hPa).
- augustus: augustus met laagste gemiddelde temperatuur: 13,7 °C (normaal 16,8 °C).
- december: Absoluut maandrecord met hoogst aantal neerslagdagen: 30 (normaal 20).

Bron: KMI Gegevens Ukkel 1901-2003 met aanvullingen 